# Edward Cowan
Edward James McKenzie Cowan (ur. 16 czerwca 1982 w Sydney) - australijski krykiecista, leworęczny odbijający.
W reprezentacji Australii zadebiutował przeciwko reprezentacji Indii 26 grudnia 2011.  W pierwszym innings zdobył 68 runów, był to najlepszy wynik dla reprezentanta Australii grającego na pozycji opening batsman od 1983 roku.